# Martin Ødegaard
Martin Ødegaard ([ˈmɑʈːɪn ²øːdəˌɡoːɾ]; Drammen, 17 dicembre 1998) è un calciatore norvegese, centrocampista dell'Arsenal e della nazionale norvegese, delle quali è capitano.
Nel 2015 è stato inserito nella lista dei migliori cinquanta calciatori nati nel 1998 stilata da The Guardian.

## Biografia
È figlio di Hans Erik Ødegaard, ex calciatore e allenatore.
Grande appassionato della serie di videogiochi Football Manager, salì alla ribalta internazionale quando, a fine 2014, contattò gli sviluppatori di Sports Interactive per essere inserito nel database di Football Manager 2015 nonostante all'epoca non avesse ancora compiuto 16 anni. Dopo aver ricevuto un permesso speciale dal padre del ragazzo, l'11 novembre Miles Jacobson, direttore di Sports Interactive, confermò sul suo profilo Twitter di aver inserito il giocatore nel database del gioco tramite un aggiornamento.

## Caratteristiche tecniche
Giocatore di grande tecnica ed eleganza, accompagnate da una notevole visione di gioco, è dotato di un ottimo dribbling e può ricoprire sia il ruolo di trequartista sia quello di mezzala, preferibilmente a destra per potersi portare sul piede sinistro e liberare il tiro.

## Carriera

### Club

#### Gli inizi
Entrato nel settore giovanile dello Strømsgodset nel 2009, cinque anni dopo viene chiamato per dei periodi di prova dal Bayern Monaco e dal Manchester Utd, salvo poi fare ritorno in Norvegia dove viene aggregato alla prima squadra con la maglia numero 67.
Esordisce in campionato il 13 aprile 2014 contro l'Aalesund, all'età di 15 anni e 118 giorni, divenendo così il più giovane calciatore norvegese ad aver esordito nella storia dell'Eliteserien. Il record, precedentemente, era detenuto da Zymer Bytyqi, esordiente con il Sandnes Ulf all'età di 15 anni e 261 giorni. Il 1º maggio seguente, nella sua seconda presenza in campionato, gioca per la prima volta da titolare nella sconfitta esterna per 3-0 contro il Vålerenga. Il 16 maggio, segnando la rete del 4-1 contro il Sarpsborg 08, stabilisce un ulteriore record: diventa infatti il più giovane marcatore della storia del campionato norvegese.
Il 16 luglio esordisce nelle competizioni UEFA per club giocando la partita di qualificazione di UEFA Champions League persa in casa per 0-1 contro i rumeni dello Steaua Bucarest. Il 15 agosto, nella sfida di campionato vinta per 2-3 sul campo dello Start, serve tre assist vincenti ai suoi compagni: il primo è per Bismark Adjei-Boateng, mentre gli altri due sono per Marvin Ogunjimi. Il 19 ottobre, nella vittoria per 2-1 sul Lillestrøm, realizza la prima doppietta della sua carriera. Il 10 novembre, invece, si è aggiudicato la vittoria del premio Kniksen come miglior giovane del campionato.

#### Real Madrid

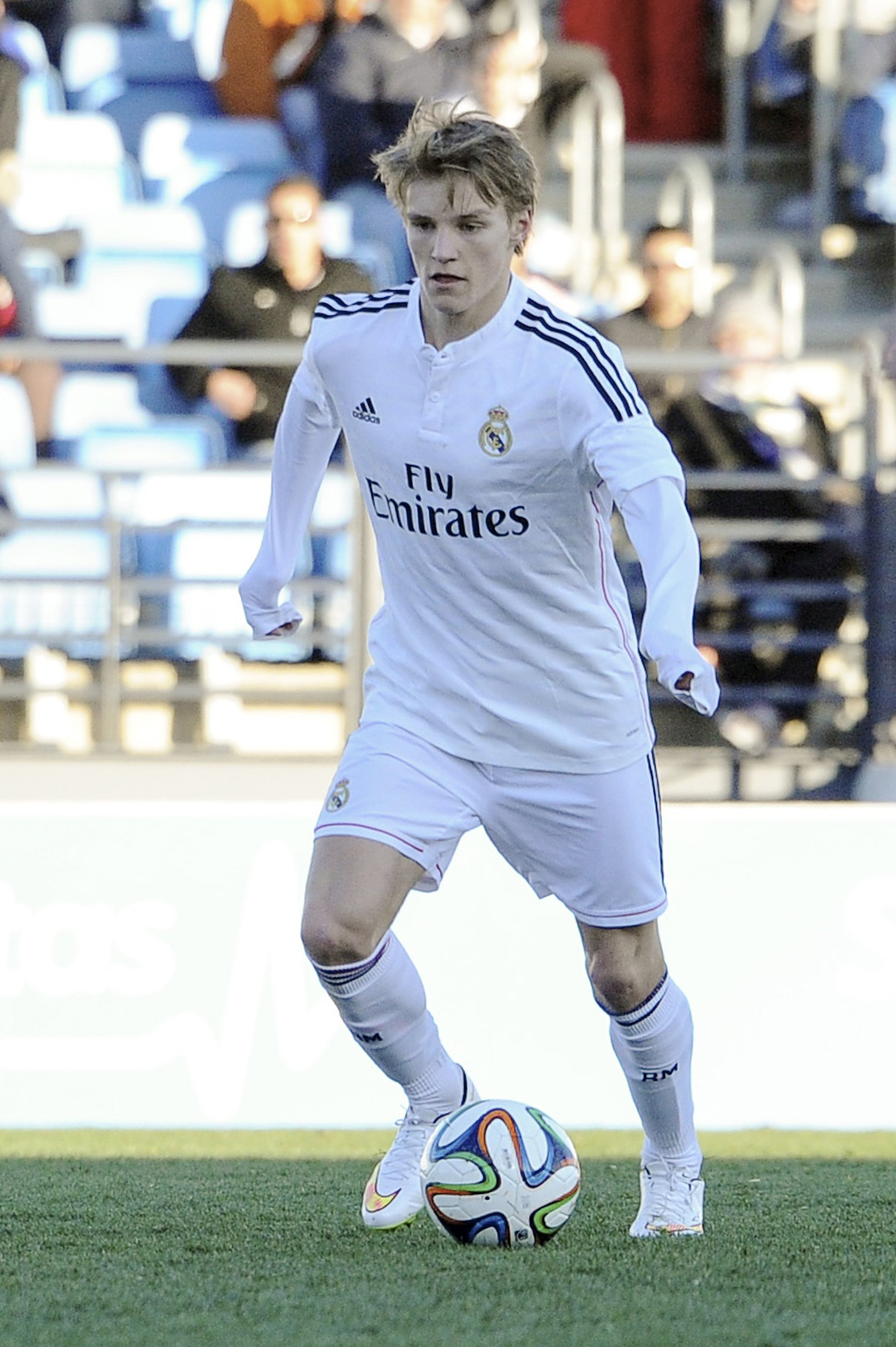
Ødegaard in azione per il Real Madrid nel 2015

Il 21 gennaio 2015 passa ufficialmente al Real Madrid.
Aggregato inizialmente alla seconda squadra, l'8 febbraio esordisce nella Segunda División B, subentrando ad Álvaro Jiménez nel pareggio per 2-2 contro il Bilbao Athletic. Il 14 febbraio esordisce da titolare, venendo schierato nella partita pareggiata 1-1 in casa dell'Amorebieta. Otto giorni dopo realizza il suo primo gol spagnolo contro il Barakaldo. Il 28 aprile 2015 viene convocato in prima squadra in vista della partita di campionato contro l'Almería, rimanendo tuttavia in panchina. Il 23 maggio seguente, nella vittoria per 7-3 sul Getafe, esordisce nella Liga subentrando a Cristiano Ronaldo. A 16 anni e 156 giorni diventa il più giovane calciatore ad aver vestito la maglia del Real, battendo il precedente record detenuto da Sebastián Losada, esordiente a 17 anni e 6 giorni.
Nel seguente anno e mezzo ottiene solo una presenza in prima squadra (in Coppa del Re 2016-2017 contro il Leonesa); gioca infatti prettamente per il Real M. Castilla, collezionando 51 partite e 4 reti complessive.

#### Vari prestiti
Il 9 gennaio 2017 passa alla società olandese dell'Heerenveen con la formula del prestito per un anno e mezzo. Il 14 gennaio esordisce in Eredivisie giocando l'ultimo minuto della partita vinta 2-0 contro l'ADO Den Haag. Il 17 maggio, nella partita di andata dei play-off persa contro l'Utrecht, segna il gol dell'1-3 finale. Nella stagione seguente viene utilizzato con maggiore continuità dall'allenatore Jurgen Streppel, soprattutto come ala destra. Il 18 novembre 2017 realizza una rete nel 4-0 inflitto al Twente, ripetendosi poi l'11 marzo 2018 nella sconfitta contro l'Ajax. Conclude l'annata con 26 presenze totali.
Terminato il prestito, il 21 agosto successivo passa con la stessa formula al Vitesse, giocando cinque giorni dopo la partita di Eredivisie pareggiata 0-0 con l'AZ Alkmaar. Il 31 ottobre 2018, nell'incontro vinto 2 a 0 con l'Heracles Almelo, segna la prima rete in Coppa d'Olanda mentre, il 10 novembre, marca un gol in campionato ai danni dell'Utrecht. Con la maglia giallonera mette in mostra ottime prestazioni, come i tre assist realizzati il 20 aprile 2019 nel match vinto 4-1 sul PEC Zwolle. A fine stagione colleziona 39 presenze, 11 reti e 11 assist in tutte le competizioni.
Il 5 luglio 2019 si trasferisce in prestito annuale, con opzione per il rinnovo, alla Real Sociedad. Il 17 agosto esordisce da titolare con i baschi nella partita di Liga pareggiata 1-1 con il Valencia. La settimana seguente, invece, realizza la rete della vittoria sul Maiorca. Perno fondamentale della formazione allenata da Imanol Alguacil, si rende protagonista in Coppa del Re contribuendo, con 3 reti e 3 assist, al raggiungimento della finale. Tale partita, poi vinta 1-0 contro l'Athletic Bilbao, non sarà giocata dal norvegese in quanto posticipata oltre la data di scadenza del prestito per motivi legati alla pandemia di COVID-19. Nonostante ciò, grazie ai minuti impiegati nella competizione, risulterà comunque vincitore del trofeo.

#### Arsenal

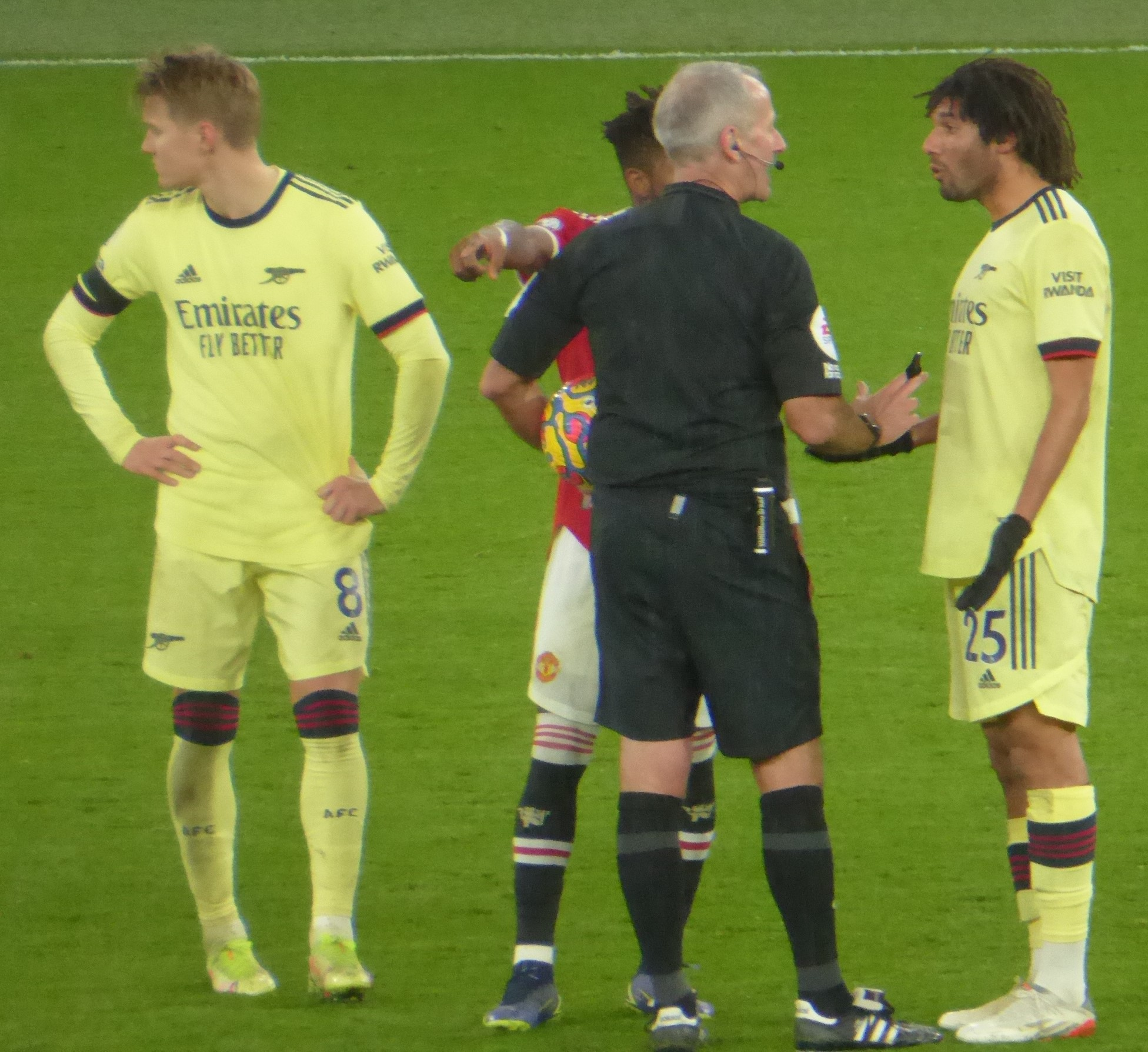
Ødegaard, il primo da sinistra, con la maglia dell'Arsenal

Gioca la prima parte di stagione 2020-2021 con il Real Madrid (nove presenze di cui due in UEFA Champions League), prima di essere ceduto, il 27 gennaio 2021, in prestito semestrale all'Arsenal. Il 30 gennaio esordisce in Premier League giocando gli ultimi sette minuti del pareggio interno con il Manchester Utd. L'11 marzo seguente realizza la prima rete con i Gunners nella partita di andata di UEFA Europa League vinta 3-1 contro i greci dell'Olympiacos, valida per gli ottavi di finale. Tre giorni dopo segna la prima delle due marcature che consentono di vincere il derby contro il Tottenham (2-1).
Il 20 agosto viene acquistato a titolo definitivo dall'Arsenal per 40 milioni di euro, firmando con gli inglesi un contratto quinquennale.

### Nazionale
Dopo aver fatto la trafila delle nazionali giovanili, il 19 agosto 2014 viene convocato in nazionale maggiore in previsione della sfida del 27 agosto contro gli Emirati Arabi Uniti. L'esordio, avvenuto proprio nell'amichevole contro gli arabi, ha reso il norvegese il più giovane esordiente per una selezione europea; tale record è poi stato superato da Enes Sali, debuttante con la Romania a 15 anni e 264 giorni. Il 13 ottobre seguente, subentrando al 63' della partita contro la nazionale bulgara, valida per le qualificazioni al campionato europeo di calcio 2016, risulta il più giovane giocatore ad aver giocato una partita di questa competizione.
Il 7 giugno 2019, nell'incontro pareggiato 2-2 con la Romania, valido per le qualificazioni al campionato europeo di calcio 2020, segna la prima rete con la nazionale.

## Statistiche

### Presenze e reti nei club
Statistiche aggiornate al 25 maggio 2025.
| Stagione                | Squadra                 | Campionato              | Campionato | Campionato | Coppe nazionali | Coppe nazionali | Coppe nazionali | Coppe continentali | Coppe continentali | Coppe continentali | Altre coppe | Altre coppe | Altre coppe | Totale | Totale |
| Stagione                | Squadra                 | Comp                    | Pres       | Reti       | Comp            | Pres            | Reti            | Comp               | Pres               | Reti               | Comp        | Pres        | Reti        | Pres   | Reti   |
| ----------------------- | ----------------------- | ----------------------- | ---------- | ---------- | --------------- | --------------- | --------------- | ------------------ | ------------------ | ------------------ | ----------- | ----------- | ----------- | ------ | ------ |
| 2013                    | Strømsgodset 3          | 4D                      | 11         | 4          |                 | -               | -               |                    | -                  | -                  | -           | -           | -           | 11     | 4      |
| 2013                    | Strømsgodset 2          | 2D                      | 2          | 0          | -               | -               | -               | -                  | -                  | -                  | -           | -           | -           | 2      | 0      |
| 2014                    | Strømsgodset 2          | 2D                      | 3          | 1          | -               | -               | -               | -                  | -                  | -                  | -           | -           | -           | 3      | 1      |
| Totale Strømsgodset 2   | Totale Strømsgodset 2   | Totale Strømsgodset 2   | 5          | 1          |                 | -               | -               |                    | -                  | -                  |             | -           | -           | 5      | 1      |
| 2014                    | Strømsgodset            | ES                      | 23         | 5          | CN              | 1               | 0               | UCL                | 1                  | 0                  | -           | -           | -           | 25     | 5      |
| gen.-giu. 2015          | Real M. Castilla        | SDB                     | 11         | 1          | -               | -               | -               | -                  | -                  | -                  | -           | -           | -           | 11     | 1      |
| 2015-2016               | Real M. Castilla        | SDB                     | 34+4       | 1+0        | -               | -               | -               | -                  | -                  | -                  | -           | -           | -           | 38     | 1      |
| 2016-gen. 2017          | Real M. Castilla        | SDB                     | 13         | 3          | -               | -               | -               | -                  | -                  | -                  | -           | -           | -           | 13     | 3      |
| Totale Real M. Castilla | Totale Real M. Castilla | Totale Real M. Castilla | 58+4       | 5+0        |                 | -               | -               |                    | -                  | -                  |             | -           | -           | 62     | 5      |
| gen.-giu. 2015          | Real Madrid             | PD                      | 1          | 0          | CR              | -               | -               | UCL                | 0                  | 0                  | SU+SS+Cmc   | -           | -           | 1      | 0      |
| 2015-2016               | Real Madrid             | PD                      | 0          | 0          | CR              | 0               | 0               | UCL                | 0                  | 0                  | -           | -           | -           | 0      | 0      |
| 2016-gen. 2017          | Real Madrid             | PD                      | 0          | 0          | CR              | 1               | 0               | UCL                | 0                  | 0                  | SU+Cmc      | 0+0         | 0           | 1      | 0      |
| gen.-giu. 2017          | Heerenveen              | ED                      | 14+2       | 0+1        | CO              | 1               | 0               | -                  | -                  | -                  | -           | -           | -           | 17     | 1      |
| 2017-2018               | Heerenveen              | ED                      | 24         | 2          | CO              | 2               | 0               | -                  | -                  | -                  | -           | -           | -           | 26     | 2      |
| Totale Heerenveen       | Totale Heerenveen       | Totale Heerenveen       | 38+2       | 2+0        |                 | 3               | 0               |                    | -                  | -                  |             | -           | -           | 43     | 3      |
| 2018-2019               | Vitesse                 | ED                      | 31+4       | 8+1        | CO              | 4               | 2               | UEL                | -                  | -                  | -           | -           | -           | 39     | 11     |
| 2019-2020               | Real Sociedad           | PD                      | 31         | 4          | CR              | 5               | 3               | -                  | -                  | -                  | -           | -           | -           | 36     | 7      |
| 2020-gen. 2021          | Real Madrid             | PD                      | 7          | 0          | CR              | 0               | 0               | UCL                | 2                  | 0                  | SS          | 0           | 0           | 9      | 0      |
| Totale Real Madrid      | Totale Real Madrid      | Totale Real Madrid      | 8          | 0          |                 | 1               | 0               |                    | 2                  | 0                  |             | 0           | 0           | 11     | 0      |
| gen.-giu. 2021          | Arsenal                 | PL                      | 14         | 1          | FACup+CdL       | 0               | 0               | UEL                | 6                  | 1                  | CS          | -           | -           | 20     | 2      |
| 2021-2022               | Arsenal                 | PL                      | 36         | 7          | FACup+CdL       | 1+3             | 0               | -                  | -                  | -                  | -           | -           | -           | 40     | 7      |
| 2022-2023               | Arsenal                 | PL                      | 37         | 15         | FACup+CdL       | 1+0             | 0+0             | UEL                | 7                  | 0                  | -           | -           | -           | 45     | 15     |
| 2023-2024               | Arsenal                 | PL                      | 35         | 8          | FACup+CdL       | 1+2             | 0+1             | UCL                | 9                  | 2                  | CS          | 1           | 0           | 48     | 11     |
| 2024-2025               | Arsenal                 | PL                      | 30         | 3          | FACup+CdL       | 1+3             | 0               | UCL                | 11                 | 3                  | -           | -           | -           | 45     | 6      |
| 2025-2026               | Arsenal                 | PL                      | 0          | 0          | FACup+CdL       | 0+0             | 0               | UCL                | 0                  | 0                  | -           | -           | -           | 0      | 0      |
| Totale Arsenal          | Totale Arsenal          | Totale Arsenal          | 152        | 34         |                 | 12              | 1               |                    | 33                 | 6                  |             | 1           | 0           | 198    | 41     |
| Totale carriera         | Totale carriera         | Totale carriera         | 367        | 64         |                 | 26              | 6               |                    | 35                 | 6                  |             | 1           | 0           | 430    | 77     |

### Cronologia presenze e reti in nazionale
| Cronologia completa delle presenze e delle reti in nazionale ― Norvegia | Cronologia completa delle presenze e delle reti in nazionale ― Norvegia | Cronologia completa delle presenze e delle reti in nazionale ― Norvegia | Cronologia completa delle presenze e delle reti in nazionale ― Norvegia | Cronologia completa delle presenze e delle reti in nazionale ― Norvegia | Cronologia completa delle presenze e delle reti in nazionale ― Norvegia | Cronologia completa delle presenze e delle reti in nazionale ― Norvegia | Cronologia completa delle presenze e delle reti in nazionale ― Norvegia |
| Data                                                                    | Città                                                                   | In casa                                                                 | Risultato                                                               | Ospiti                                                                  | Competizione                                                            | Reti                                                                    | Note                                                                    |
| ----------------------------------------------------------------------- | ----------------------------------------------------------------------- | ----------------------------------------------------------------------- | ----------------------------------------------------------------------- | ----------------------------------------------------------------------- | ----------------------------------------------------------------------- | ----------------------------------------------------------------------- | ----------------------------------------------------------------------- |
| 27-8-2014                                                               | Stavanger                                                               | Norvegia                                                                | 0 – 0                                                                   | Emirati Arabi Uniti                                                     | Amichevole                                                              | -                                                                       |                                                                         |
| 13-10-2014                                                              | Oslo                                                                    | Norvegia                                                                | 2 – 1                                                                   | Bulgaria                                                                | Qual. Euro 2016                                                         | -                                                                       | 64’                                                                     |
| 12-11-2014                                                              | Oslo                                                                    | Norvegia                                                                | 0 – 1                                                                   | Estonia                                                                 | Amichevole                                                              | -                                                                       | 58’                                                                     |
| 28-3-2015                                                               | Zagabria                                                                | Croazia                                                                 | 5 – 1                                                                   | Norvegia                                                                | Qual. Euro 2016                                                         | -                                                                       |                                                                         |
| 8-6-2015                                                                | Oslo                                                                    | Norvegia                                                                | 0 – 0                                                                   | Svezia                                                                  | Amichevole                                                              | -                                                                       |                                                                         |
| 12-6-2015                                                               | Oslo                                                                    | Norvegia                                                                | 0 – 0                                                                   | Azerbaigian                                                             | Qual. Euro 2016                                                         | -                                                                       |                                                                         |
| 10-10-2015                                                              | Oslo                                                                    | Norvegia                                                                | 2 – 0                                                                   | Malta                                                                   | Qual. Euro 2016                                                         | -                                                                       | 53’                                                                     |
| 15-11-2015                                                              | Budapest                                                                | Ungheria                                                                | 2 – 1                                                                   | Norvegia                                                                | Qual. Euro 2016                                                         | -                                                                       | 46’                                                                     |
| 29-3-2016                                                               | Oslo                                                                    | Norvegia                                                                | 2 – 0                                                                   | Finlandia                                                               | Amichevole                                                              | -                                                                       | 46’                                                                     |
| 11-11-2017                                                              | Skopje                                                                  | Macedonia                                                               | 2 – 0                                                                   | Norvegia                                                                | Amichevole                                                              | -                                                                       | 64’ 69’                                                                 |
| 23-3-2018                                                               | Oslo                                                                    | Norvegia                                                                | 4 – 1                                                                   | Australia                                                               | Amichevole                                                              | -                                                                       | 77’                                                                     |
| 26-3-2018                                                               | Elbasan                                                                 | Albania                                                                 | 0 – 1                                                                   | Norvegia                                                                | Amichevole                                                              | -                                                                       | 74’                                                                     |
| 16-11-2018                                                              | Lubiana                                                                 | Slovenia                                                                | 1 – 1                                                                   | Norvegia                                                                | UEFA Nations League 2018-2019 - 1º turno                                | -                                                                       | 57’                                                                     |
| 19-11-2018                                                              | Nicosia                                                                 | Cipro                                                                   | 0 – 2                                                                   | Norvegia                                                                | UEFA Nations League 2018-2019 - 1º turno                                | -                                                                       | 46’                                                                     |
| 23-3-2019                                                               | Valencia                                                                | Spagna                                                                  | 2 – 1                                                                   | Norvegia                                                                | Qual. Euro 2020                                                         | -                                                                       | 56’                                                                     |
| 26-3-2019                                                               | Oslo                                                                    | Norvegia                                                                | 3 – 3                                                                   | Svezia                                                                  | Qual. Euro 2020                                                         | -                                                                       |                                                                         |
| 7-6-2019                                                                | Oslo                                                                    | Norvegia                                                                | 2 – 2                                                                   | Romania                                                                 | Qual. Euro 2020                                                         | 1                                                                       |                                                                         |
| 10-6-2019                                                               | Tórshavn                                                                | Fær Øer                                                                 | 0 – 2                                                                   | Norvegia                                                                | Qual. Euro 2020                                                         | -                                                                       |                                                                         |
| 5-9-2019                                                                | Oslo                                                                    | Norvegia                                                                | 2 – 0                                                                   | Malta                                                                   | Qual. Euro 2020                                                         | -                                                                       |                                                                         |
| 8-9-2019                                                                | Solna                                                                   | Svezia                                                                  | 1 – 1                                                                   | Norvegia                                                                | Qual. Euro 2020                                                         | -                                                                       |                                                                         |
| 12-10-2019                                                              | Oslo                                                                    | Norvegia                                                                | 1 – 1                                                                   | Spagna                                                                  | Qual. Euro 2020                                                         | -                                                                       |                                                                         |
| 15-10-2019                                                              | Bucarest                                                                | Romania                                                                 | 1 – 1                                                                   | Norvegia                                                                | Qual. Euro 2020                                                         | -                                                                       |                                                                         |
| 8-10-2020                                                               | Oslo                                                                    | Norvegia                                                                | 1 – 2 dts                                                               | Serbia                                                                  | Qual. Euro 2020                                                         | -                                                                       | 111’                                                                    |
| 11-10-2020                                                              | Oslo                                                                    | Norvegia                                                                | 4 – 0                                                                   | Romania                                                                 | UEFA Nations League 2020-2021 - 1º turno                                | -                                                                       | 70’                                                                     |
| 14-10-2020                                                              | Oslo                                                                    | Norvegia                                                                | 1 – 0                                                                   | Irlanda del Nord                                                        | UEFA Nations League 2020-2021 - 1º turno                                | -                                                                       | 78’                                                                     |
| 24-3-2021                                                               | Gibilterra                                                              | Gibilterra                                                              | 0 – 3                                                                   | Norvegia                                                                | Qual. Mondiali 2022                                                     | -                                                                       | Cap. 46’                                                                |
| 27-3-2021                                                               | Malaga                                                                  | Norvegia                                                                | 0 – 3                                                                   | Turchia                                                                 | Qual. Mondiali 2022                                                     | -                                                                       | Cap.                                                                    |
| 30-3-2021                                                               | Podgorica                                                               | Montenegro                                                              | 0 – 1                                                                   | Norvegia                                                                | Qual. Mondiali 2022                                                     | -                                                                       | Cap. 81’                                                                |
| 2-6-2021                                                                | Malaga                                                                  | Norvegia                                                                | 1 – 0                                                                   | Lussemburgo                                                             | Amichevole                                                              | -                                                                       | Cap.                                                                    |
| 6-6-2021                                                                | Malaga                                                                  | Norvegia                                                                | 1 – 2                                                                   | Grecia                                                                  | Amichevole                                                              | -                                                                       | Cap.                                                                    |
| 1-9-2021                                                                | Oslo                                                                    | Norvegia                                                                | 1 – 1                                                                   | Paesi Bassi                                                             | Qual. Mondiali 2022                                                     | -                                                                       | Cap. 61’                                                                |
| 4-9-2021                                                                | Riga                                                                    | Lettonia                                                                | 0 – 2                                                                   | Norvegia                                                                | Qual. Mondiali 2022                                                     | -                                                                       | Cap. 88’                                                                |
| 7-9-2021                                                                | Oslo                                                                    | Norvegia                                                                | 5 – 1                                                                   | Gibilterra                                                              | Qual. Mondiali 2022                                                     | -                                                                       | Cap.                                                                    |
| 8-10-2021                                                               | Istanbul                                                                | Turchia                                                                 | 1 – 1                                                                   | Norvegia                                                                | Qual. Mondiali 2022                                                     | -                                                                       | Cap.                                                                    |
| 11-10-2021                                                              | Oslo                                                                    | Norvegia                                                                | 2 – 0                                                                   | Montenegro                                                              | Qual. Mondiali 2022                                                     | -                                                                       | Cap. 82’                                                                |
| 13-11-2021                                                              | Oslo                                                                    | Norvegia                                                                | 0 – 0                                                                   | Lettonia                                                                | Qual. Mondiali 2022                                                     | -                                                                       | Cap.                                                                    |
| 16-11-2021                                                              | Rotterdam                                                               | Paesi Bassi                                                             | 2 – 0                                                                   | Norvegia                                                                | Qual. Mondiali 2022                                                     | -                                                                       | Cap.                                                                    |
| 25-3-2022                                                               | Oslo                                                                    | Norvegia                                                                | 2 – 0                                                                   | Slovacchia                                                              | Amichevole                                                              | 1                                                                       | Cap. 70’                                                                |
| 29-3-2022                                                               | Oslo                                                                    | Norvegia                                                                | 9 – 0                                                                   | Armenia                                                                 | Amichevole                                                              | -                                                                       | Cap.                                                                    |
| 2-6-2022                                                                | Belgrado                                                                | Serbia                                                                  | 0 – 1                                                                   | Norvegia                                                                | UEFA Nations League 2022-2023 - 1º turno                                | -                                                                       | Cap.                                                                    |
| 5-6-2022                                                                | Solna                                                                   | Svezia                                                                  | 1 – 2                                                                   | Norvegia                                                                | UEFA Nations League 2022-2023 - 1º turno                                | -                                                                       | Cap.                                                                    |
| 9-6-2022                                                                | Oslo                                                                    | Norvegia                                                                | 0 – 0                                                                   | Slovenia                                                                | UEFA Nations League 2022-2023 - 1º turno                                | -                                                                       | Cap.                                                                    |
| 12-6-2022                                                               | Oslo                                                                    | Norvegia                                                                | 3 – 2                                                                   | Svezia                                                                  | UEFA Nations League 2022-2023 - 1º turno                                | -                                                                       | Cap. 40’ 66’                                                            |
| 24-9-2022                                                               | Lubiana                                                                 | Slovenia                                                                | 2 – 1                                                                   | Norvegia                                                                | UEFA Nations League 2022-2023 - 1º turno                                | -                                                                       | Cap. 71’                                                                |
| 27-9-2022                                                               | Oslo                                                                    | Norvegia                                                                | 0 – 2                                                                   | Serbia                                                                  | UEFA Nations League 2022-2023 - 1º turno                                | -                                                                       | Cap.                                                                    |
| 17-11-2022                                                              | Dublino                                                                 | Irlanda                                                                 | 1 – 2                                                                   | Norvegia                                                                | Amichevole                                                              | -                                                                       | Cap.                                                                    |
| 20-11-2022                                                              | Oslo                                                                    | Norvegia                                                                | 1 – 1                                                                   | Finlandia                                                               | Amichevole                                                              | -                                                                       | Cap.                                                                    |
| 25-3-2023                                                               | Malaga                                                                  | Spagna                                                                  | 3 – 0                                                                   | Norvegia                                                                | Qual. Euro 2024                                                         | -                                                                       | Cap. 42’                                                                |
| 28-3-2023                                                               | Batumi                                                                  | Georgia                                                                 | 1 – 1                                                                   | Norvegia                                                                | Qual. Euro 2024                                                         | -                                                                       | Cap.                                                                    |
| 17-6-2023                                                               | Oslo                                                                    | Norvegia                                                                | 1 – 2                                                                   | Scozia                                                                  | Qual. Euro 2024                                                         | -                                                                       | Cap.                                                                    |
| 20-6-2023                                                               | Oslo                                                                    | Norvegia                                                                | 3 – 1                                                                   | Cipro                                                                   | Qual. Euro 2024                                                         | -                                                                       | Cap.                                                                    |
| 7-9-2023                                                                | Oslo                                                                    | Norvegia                                                                | 6 – 0                                                                   | Giordania                                                               | Amichevole                                                              | -                                                                       | Cap. 61’                                                                |
| 12-9-2023                                                               | Oslo                                                                    | Norvegia                                                                | 2 – 1                                                                   | Georgia                                                                 | Qual. Euro 2024                                                         | 1                                                                       | Cap.                                                                    |
| 12-10-2023                                                              | Larnaca                                                                 | Cipro                                                                   | 0 – 4                                                                   | Norvegia                                                                | Qual. Euro 2024                                                         | -                                                                       | Cap. 77’                                                                |
| 15-10-2023                                                              | Oslo                                                                    | Norvegia                                                                | 0 – 1                                                                   | Spagna                                                                  | Qual. Euro 2024                                                         | -                                                                       | Cap.                                                                    |
| 22-3-2024                                                               | Oslo                                                                    | Norvegia                                                                | 1 – 2                                                                   | Rep. Ceca                                                               | Amichevole                                                              | -                                                                       | cap. 86’                                                                |
| 26-3-2024                                                               | Oslo                                                                    | Norvegia                                                                | 1 – 1                                                                   | Slovacchia                                                              | Amichevole                                                              | -                                                                       | Cap. 79’                                                                |
| 5-6-2024                                                                | Oslo                                                                    | Norvegia                                                                | 3 – 0                                                                   | Kosovo                                                                  | Amichevole                                                              | -                                                                       | Cap.                                                                    |
| 8-6-2024                                                                | Brøndbyvester                                                           | Danimarca                                                               | 3 – 1                                                                   | Norvegia                                                                | Amichevole                                                              | -                                                                       | Cap.                                                                    |
| 6-9-2024                                                                | Almaty                                                                  | Kazakistan                                                              | 0 – 0                                                                   | Norvegia                                                                | UEFA Nations League 2024-2025 - 1º turno                                | -                                                                       | Cap.                                                                    |
| 9-9-2024                                                                | Oslo                                                                    | Norvegia                                                                | 2 – 1                                                                   | Austria                                                                 | UEFA Nations League 2024-2025 - 1º turno                                | -                                                                       | Cap. 67’                                                                |
| 22-3-2025                                                               | Chișinău                                                                | Moldavia                                                                | 0 – 5                                                                   | Norvegia                                                                | Qual. Mondiali 2026                                                     | -                                                                       | Cap.                                                                    |
| 25-3-2025                                                               | Debrecen                                                                | Israele                                                                 | 2 – 4                                                                   | Norvegia                                                                | Qual. Mondiali 2026                                                     | -                                                                       | Cap. 90+1’                                                              |
| 6-6-2025                                                                | Oslo                                                                    | Norvegia                                                                | 3 – 0                                                                   | Italia                                                                  | Qual. Mondiali 2026                                                     | -                                                                       | Cap.                                                                    |
| 9-6-2025                                                                | Tallinn                                                                 | Estonia                                                                 | 0 – 1                                                                   | Norvegia                                                                | Qual. Mondiali 2026                                                     | -                                                                       | Cap.                                                                    |
| Totale                                                                  |                                                                         | Presenze                                                                | 65                                                                      |                                                                         | Reti                                                                    | 3                                                                       |                                                                         |

### Record
- Calciatore più giovane ad aver esordito in Eliteserien (15 anni e 118 giorni).
- Calciatore più giovane ad aver segnato in Eliteserien (15 anni e 151 giorni).
- Calciatore più giovane ad aver esordito con la Norvegia (15 anni e 253 giorni).
- Calciatore più giovane ad aver esordito nelle qualificazioni ai campionati europei (15 anni e 300 giorni).
- Calciatore più giovane ad aver esordito con la maglia del Real Madrid (16 anni e 158 giorni).

## Palmarès

### Club
- Coppa di Spagna: 1

Real Sociedad: 2019-2020
- Community Shield: 1

Arsenal: 2023

### Individuale
- Squadra dell'anno della PFA: 1

2022-2023